# Contractum trinius
Il contractum trinius era un insieme di contratti messi a punto dai banchieri e mercanti europei nel Medioevo come metodo per eludere le disposizioni del diritto canonico che vietano l'usura. A quel tempo, le nazioni cristiane avevano pesantemente incorporato le scritture cristiane nelle loro leggi statali, e come tale risultava illegale per qualsiasi persona addebitare gli interessi su un prestito di denaro.
Per ovviare a questo, una serie di tre distinti contratti sono stati proposti a coloro che richiedono un prestito: un investimento, una "vendita di profitto" e un contratto di assicurazione. Ognuno di questi contratti erano permessi dalle norme del diritto della Chiesa, ma l'insieme hanno l'effetto di un finanziamento fruttifero.
Il modo in cui questa procedura ha funzionato è stata la seguente: il creditore avrebbe investito una somma pari all'importo del finanziamento richiesto dal mutuatario per un anno. Il creditore avrebbe poi acquistato l'assicurazione per l'investimento da parte del mutuatario e, infine, vende al mutuatario il diritto a qualsiasi profitto realizzato nel periodo secondo una predefinita percentuale dell'investimento. Questo sistema ha replicato gli effetti di un prestito con qualsiasi tasso di interesse concordato tra le parti, ma protegge il creditore nei confronti del debitore per insolvenza, mentre il mutuatario debitore è rimasto sotto la tutela della legge quando si trattava di raccolta di denaro con minacce o la forza (prestito usuraio).
La Chiesa si è dimostrata assolutamente incapace di legiferare contro il contractum trinius, e l'idea si diffuse rapidamente tra mercanti e banchieri in tutta la cristianità. È stata accettata da scrittori come Gabriel Biel; ha contribuito in parte a migliorare la percezione pubblica della pratica dell'usura degli usurai e, infine, la dottrina è stata riscritta dalla Scuola di Salamanca, e il divieto di finanziamenti fruttiferi è stato revocato in molti paesi protestanti, a partire dal Regno d'Inghilterra con Enrico VIII.
Alcuni musulmani sono del parere che l'attuale prassi del sistema bancario islamico si basa su dispositivi simili ai contractum trinius come mezzo per aggirare il divieto di ribā (usura) nelle scritture religiose.